# Carl Boese
Carl Boese, nome completo Carl Heinz Boese (Berlino, 26 agosto 1887 – Charlottenburg, 6 luglio 1958), è stato un regista tedesco.
Figlio di una nota pianista, frequentò il Politecnico di Lipsia. Ancor prima di conseguire la laurea in ingegneria si dedicò ai lungometraggi.  Dal 1919 al 1942 diresse 97 film muti e 50 sonori. Nella sua carriera lavorò anche ad oltre 20 sceneggiature.

## Filmografia

### Regista
- Farmer Borchardt (1917)
- Der Verräter, co-regia di Georg Alexander (1917)
- Der Fluch des Nuri (1918)
- Die Wette um eine Seele (1918)
- Der Fliegentüten-Othello (1918)
- Donna Lucia (1918)
- Liebe und Leben - 3. Teil: Zwei Welten (1918)
- Die Geisha und der Samurai (1919)
- Seelenverkäufer (1919)
- Die gestohlene Seele, co-regia di Karl Beckersachs (1919)
- Verschleppt (1919)
- Gepeitscht (1919)
- Die Sumpfhanne (1919)
- Fluch der Vergangenheit (1919)
- Der Teufel und die Madonna (1919)
- Der Tintenfischclub (1919)
- Nocturno der Liebe (1919)
- Im letzten Augenblick (1919)
- Dolores (1919)
- Das Lied der Puszta (1920)
- Erpreßt (1920)
- La danzatrice Barberina (Die Tänzerin Barberina) (1920)
- Um Diamanten und Frauen (1920)
- Drei Nächte (1920)
- Il Golem - Come venne al mondo (Der Golem, wie er in die Welt kam), co-regia di Paul Wegener (1920)
- La zattera della morte (Schiffe und Menschen) (1920)
- Die Präriediva (1920)
- Das Floss der Toten (1921)
- Der Schrecken der roten Mühle (1921)
- Der Schatten der Gaby Leed (1921)
- Der Gang durch die Hölle (1921)
- A halott szerelme (1922)
- Maciste e il cofano cinese o Maciste und die chinesische Truhe (1923)
- L'amore non si compra (Graf Cohn) (1923)
- Sklaven der Liebe (1924)
- Die Frau im Feuer (1924)
- Heiratsschwindler (1925)
- Die drei Portiermädel (1925)
- ...und es lockt ein Ruf aus sündiger Welt (1925)
- Wenn Du eine Tante hast (1925)
- Die eiserne Braut (1925)
- Grüß mir das blonde Kind am Rhein (1926)
- Der Mann ohne Schlaf (1926)
- Die letzte Droschke von Berlin (1926)
- Nanette macht alles (1926)
- Kubinke, der Barbier, und die drei Dienstmädchen (1926)
- Der Seekadett (1926)
- Ledige Töchter (1926)
- Es blasen die Trompeten (1926)
- Das edle Blut
- Gli undici diavoli (Die elf Teufel), co-regia di Zoltán Korda (1927)
- Il ragno argentato (Die weiße Spinne)
- Die indiskrete Frau (1927)
- Schwere Jungs - leichte Mädchen
- Der Piccolo vom Goldenen Löwen (1928)
- Wenn die Mutter und die Tochter...  (1928)
- Eva in pelliccia (Eva in Seide) (1928)
- Ossi hat die Hosen an (1928)
- Lemkes sel. Witwe (1928)
- Kinder der Straße (1929)
- Geschminkte Jugend
- Bobby, der Benzinjunge
- Alimente (1930)
- O Mädchen, mein Mädchen, wie lieb' ich Dich!, co-regia di Rudolf Walther-Fein (1930)
- Ehestreik (1930)
- Der Detektiv des Kaisers (1930)
- Komm' zu mir zum Rendezvous (1930)
- Bockbierfest (1930)
- Drei Tage Mittelarrest (1930)
- Kasernenzauber (1931)
- Anima di clown (1931)
- Der Schrecken der Garnison (1931)
- Grock (1931)
- La cugina di Varsavia (1931)
- Die schwebende Jungfrau (1931)
- Der ungetreue Eckehart (1931)
- Dienst ist Dienst (1931)
- Keine Feier ohne Meyer (1931)
- Man braucht kein Geld (o Der Onkel aus Amerika) (1932)
- Der schönste Mann im Staate (1932)
- Vater geht auf Reisen (1932)
- Vi amo e sarete mia (Der Frechdachs), co-regia di Heinz Hille (1932)
- Vous serez ma femme (1932)
- Lumpenkavaliere (1932)
- Drei von der Kavallerie (1932)
- Madame hat Besuch (1932)
- Theodor Körner (1932)
- Annemarie, die Braut der Kompanie (1932)
- Paprika (1932)
- Die Herren vom Maxim (1933)
- Der große Trick (1933)
- Eine Frau wie Du (1933)
- La provincialina (Die Unschuld vom Lande) (1933)
- Saluti e baci (Gruß und Kuß, Veronika!) (1933)
- Die kalte Mamsell (1933)
- Ritorno alla felicità (Heimkehr ins Glück) (1933)
- Roman einer Nacht (1933)
- Drei blaue Jungs, ein blondes Mädel (1933)
- Paprika (1933)
- Das Lied vom Glück (1933)
- Gretel zieht das große Los (1933)
- Lisetta (1933)
- Signorina... signora (1934)
- Das Blumenmädchen vom Grand-Hotel (1934)
- Meine Frau, die Schützenkönigin (1934)
- Stasera da me (1934)
- Der Schrecken vom Heidekrug (1934)
- Paprika (1934)
- Die Fahrt in die Jugend (1935)
- Wenn ein Mädel Hochzeit macht (1935)
- Ein falscher Fuffziger (1935)
- Ein Mädel aus guter Familie (1935)
- Ein ganzer Kerl (1935)
- Il prigioniero del re (Der gefangene des Königs) (1935)
- Una notte sul Danubio (1935)
- Engel mit kleinen Fehlern (1936)
- Der verkannte Lebemann (1936)
- Männer vor der Ehe (1936)
- Dahinten in der Heide (1936)
- Eine Nacht mit Hindernissen (1937)
- Dyplomatyczna zona, co-regia di Mieczyslaw Krawicz (1937)
- Wie der Hase läuft (1937)
- Abenteuer in Warschau (1937)
- Mädchen für alles (1937)
- Un'avventura a Varsavia (Abenteuer in Warschau) (1938)
- Schüsse in Kabine 7 (1938)
- Cinque milioni in cerca d'erede (Fünf Millionen suchen einen Erben) (1938)
- Heiraten - aber wen? (1938)
- Schwarzfahrt ins Glück (1938)
- Steputat & Co. (1938)
- La signora del terzo piano (War es der im 3. Stock?) (1939)
- Una ragazza indiavolata (Hallo Janine!) (1939)
- Drei Väter um Anna (1939)
- Meine Tante - deine Tante (1939)
- Polterabend (1940)
- Hochzeitsnacht (1941)
- Festa in famiglia (1941)
- Musica per Gloria (Alles für Gloria) (1941)
- La famiglia Brambilla in vacanza (1941)
- Lascia cantare il cuore (1943)
- ...und die Musik spielt dazu (1943)
- Leichtes Blut (1943)
- Um neun kommt Harald (1944)
- Das Hochzeitshotel (1944)
- Beate (1948)
- Der Posaunist (1949)
- Gli uomini che imbroglioni (Wenn Männer schwindeln) (1950)
- Taxi-Gattin (1950)
- Unschuld in tausend Nöten (1951)
- Der keusche Lebemann (1952)
- Der Onkel aus Amerika (1953)
- Frauen, Filme, Fernsehfunk (1953)
- Der keusche Josef (1953)
- Das Nachtgespenst (1955)
- Die spanische Fliege (1955)
- Meine Tante, deine Tante (1956)
- Vater macht Karriere (1957)

### Sceneggiatore
- Unschuld in tausend Nöten, regia di Carl Boese (1951)